# Bland (Virginia)
Bland is een census-designated place (CDP) en county seat van Bland County, Virginia, de Verenigde Staten. Bland stond oorspronkelijk bekend als Bland Court House. De bevolking in 2010 was 409.